# Política do Níger
A atual Constituição do Níger foi aprovada em referendo a 18 de Julho de 1999 e entrou em vigor a 1 de agosto. A forma política de governo é de República semipresidencialista conforme o modelo francês.
O Poder Legislativo corresponde à Assembléia Nacional eleita a cada cinco anos. Esta propõe três candidatos para primeiro-ministro entre os quais o Presidente da República, que é eleito por sufrágio universal em dois turnos, nomeia um. O Presidente, chefe de estado, tem poder para dissolver a Assembléia e para convocá-la de forma extraordinária, e é também eleito para um período de cinco anos. O poder executivo está dividido entre o primeiro-ministro e o Presidente.
O Tribunal Constitucional é escolhido pela Assembléia e pelo Presidente da República, e garante o cumprimento das normas constitucionais e vigia os processos eleitorais.

## Governos locais
O país é dividido em 8 regiões, as quais são subdivididas em 32 distritos e 256 comunas. Estas últimas são o mais próximo no país de uma cidade.